# Salvador José de Reyes y García de Lara
Salvador José Reyes García de Lara (La Zubia, 30 de abril de 1780 - Granada, 31 de marzo de 1865) fue un clérigo español. Llegó a ejercer como obispo de Málaga y arzobispo de Granada. 

## Biografía
Hijo de Agustín de Reyes Molina y de Ana García de Lara Martos. Hizo sus estudios en Granada, en cuya Universidad se graduó como bachiller en leyes.

### Carrera eclesiástica
Ordenado sacerdote en 1804, fue familiar de los arzobispos de Granada.
Durante treinta y dos años fue párroco de la parroquia de San José de Granada. Y más tarde fue nombrado vicario general de la zona de Estepa. En 1846 fue designado obispo de Oviedo, pero renunció al cargo. En 20 de enero de 1848, fue nombrado obispo de Málaga, llenado así el vacío de trece años de sede vacante, debido a la ruptura de relaciones Iglesia-Estado. Fue consagrado obispo en Granada el 24 de agosto de 1848 e hizo su entrada en la ciudad el 1 de octubre. Realizó de inmediato una visita pastoral a la diócesis que hacía muchos años que no se realizaba, empezando por la parroquia del Sagrario de Málaga, en septiembre de 1849 y siguió por Totalán y Vélez; en junio de 1850 visitó Ronda y en 1851 Cártama, Pizarra y Álora. En 1851 estableció realizar durante quince días una gran misión popular, que se haría en la catedral, los Santos Mártires y Santo Domingo. Y como detalle histórico valioso el 16 de enero de 1851 recibía al obispo de Cuba, que sería San Antonio María Claret. El 5 de septiembre de 1851, fue nombrado arzobispo de Granada, trasladándose el 23 de enero de 1852 a Granada, donde permaneció sus últimos años.

## Homenajes
Tiene dedicada una calle en Málaga, en la zona de Las Flores y una plaza en su pueblo natal conocida popularmente como la «plaza Oncereyes»).